# Bisztratelep
Bisztratelep románul: Tău Bistra, falu Romániában, Erdélyben, Fehér megyében.

## Fekvése
Szászsebestől délre fekvő település. 

## Története
Vartótelek, Bisztratelep nevét 1956-ban említette először oklevél Vartótelep (Şugag-Vîrtoape) néven, mint Sugág tartozékát.
Vartótelek, vagy Bisztratelep (Tău Bistra) korábban Sugág (Şugag) része volt, 1956-ban vált külön 121 lakossal.
1966-ban 653 lakosából 652 román, 1 német, 1977-ben 2606 lakosából 2436 román, 152 magyar, 13 német, 3 cigány volt.
1992-ben 413 lakosa volt, ebből 400 román, 13 magyar, 2002-ben pedig 290 lakosából 284 román, 5 magyar, 1 német volt.